# Победници светских првенстава у атлетици у дворани
Победници светских првенстава у атлетици у дворани за мушкарце су приказани у 13 дисциплина које су тренутно на програму Светских првенстава у атлетици у дворани као и у 2 атлетске дисциплине које су се појавиле на неким од ранијих првенстава, али које више нису у програму.